# Рејгејтска властела
„Рејгејтска властела” (енгл. The Adventure of the Reigate Squire) је једна од 56 приповедака о Шерлоку Холмсу које је написао Артур Конан Дојл и седма је прича у Мемоарима Шерлока Холмса. Објављена је у британском часопису The Strand Magazine у јуну 1893. године, као и америчком часопису Harper's Weekly истог месеца.
Дојл је сместио ову приповетку на дванаесто место на својој листи дванаест омиљених прича о Холмсу.

## Радња
Доктор Вотсон води Шерлока Холмса на имање свог пријатеља у близини Рејгејта у Сарију да се одмори након прилично напорног случаја у Француској. Њихов домаћин, пуковник Хејтер, прича им како је недавно дошло до провале на оближње имање Актонових на коме су лопови украли необичан скуп ствари, чак и клупко канапа, али ништа веома вредно. Једног јутра, пуковников батлер им саопштава вести о убиству на другом оближњем имању, које припада Канингемовима. Жртва је Вилијам Кирван, кочијаш. Инспектор Форестер је преузео истрагу, и проналази један физички траг: поцепано парче папира пронађено у Вилијамовој руци са неколико речи написаних на њему, укључујући „четврт до дванаест”, што је отприлике било време када је Вилијам убијен. Холмс се одмах заинтересује за белешку.
Једна од првих чињеница које су се појавиле је да постоји дугогодишњи правни спор између Актона и Канингема, које укључује власништво над око половином имања тренутно у рукама Канингемових. Холмс испитује двојицу Канингема, младог Алека и његовог остарелог оца. Алек говори Холмсу да је видео провалника како се бори са Вилијамом када је одјекнуо пуцањ и Вилијам је пао мртав, и да је провалник побегао кроз живу ограду до пута. Старији Канингем тврди да је у то време био у својој соби и пушио, а Алек каже да је и он још увек био будан.
Холмс зна да би било корисно да се докопа остатка поруке која се налази у Вилијамовој руци. Он верује да ју је убица отео од Вилијама и гурнуо у џеп, не схватајући да је комадић још увек у руци убијеног кочијаша. Нажалост, ни полиција ни Холмс не могу добити никакве информације од Вилијамове мајке, јер је она прилично стара, глува и помало простодушна.
Холмс, који се очигледно још увек опоравља од свог претходног тешког случаја, наизлед има напад баш када се Форестер спрема да помене поцепано парче папира Канингемовима. После тога, Холмс примећује да је необично да је провалник провалио у кућу Канингемових када су Канингемови још увек били будни и када су имали упаљене лампе. Холмс тада намерно прави грешку пишући оглас коју старији Канингем исправља.
Холмс инсистира на претресу соба Канингемових упркос њиховим протестима да провалник није могао да оде тамо. Угледа Алекову собу, а затим и очеву, где намерно преврне сточић, пославши неколико поморанџи и бокал за воду на под. Остали га у том тренутку нису гледали, а Холмс имплицира да је узрок Вотсонова неспретност. Вотсон се извињава и почиње да скупља разбацане поморанџе.
Тада сви примећују да је Холмс изашао из собе. Неколико тренутака касније чују се повици „убиство” и „упомоћ”. Вотсон препознаје глас свог пријатеља. Он и Форестер журе у Алекову собу где проналазе Алека како покушава да угуши Холмса и његовог оца који увија Холмсов зглоб. Канингемови су брзо обуздани, а Холмс говори Форестеру да ухапси њих двојицу због убиства Вилијама Кирвана. У почетку, Форестер мисли да Холмс ово говори из беса, али Холмс му скреће пажњу на изразе њихових лица који одају кривицу. Након што је Алеку избио револвер из руке, њих двојица су ухапшени. Револвер је онај пиштољ који је коришћен за убиство Вилијама и он је заплењен.
Холмс је пронашао остатак поруке, који се још увек налазио у џепу Алековог кућног огртача. Порука иде овако (подебљане речи су оне из оригиналне белешке):
„Ако дођеш округло у четврт до дванаест
до источне капије сазнаћеш оно што
ће те веома изненадити и можда  [sic]

ти буде од највеће услуге, а такође
и Ени Морисон. Али никоме ништа
не говори о овоме.”
Холмс, стручњак за проучавање рукописа, открива да је раније из поцепаног комада папира схватио да су белешку написала два мушкарца, од којих је сваки писао наизменичне речи. Приметио је да је један човек млад, други прилично старији и да су у сродству, што је Холмса навело да закључи да су Канингемови написали ово писмо. Холмс је увидео да је прича Канингемових била лажна јер на Вилијамовом телу нема опекотина од барута, тако да није упуцан из непосредне близине како тврде Канингемови. Пут бекства такође не поткрепљује њихову причу: поред пута постоји мочварни јарак који је убица у бекству морао да пређе, али у њему нема трагова стопала. Холмс је лажирао свој напад како би спречио да Канингемови сазнају за део поруке и униште други део који недостаје, и направио је грешку у огласу намерно како би натерао старијег Канингема да руком напише реч „дванаест” како би је упоредио са фрагментом поруке.
Самопоуздање старијег Канингема је сломљено након његовог хапшења и он је све испричао. Чини се да је Вилијам пратио своја два послодавца оне ноћи када су провалили на имање Актона (Холмс је већ закључио да су то они, у потрази за документима који подржавају правни захтев господина Актона, а који нису пронашли). Вилијам је затим наставио да уцењује своје послодавце – не схватајући да је опасно учинити тако нешто Алеку – и они су мислили да искористе недавни страх од провале као уверљив начин да га се отарасе. Уз мало више пажње посвећене детаљима, могли су да избегну сваку сумњу.

## Холмс и Вотсон
Ово је једна од ретких прича које показују увид у Вотсонову посвећеност и његов живот пре него што је упознао Холмса, као и Холмсово поверење у Вотсона. Пуковник Хејтер је бивши пацијент којег је Вотсон лечио у Авганистану и понудио је своју кућу Вотсону и Холмсу. Убеђујући Холмса, Вотсон признаје: „Било је потребно мало дипломатије”, јер се Холмс опире свему што звучи као размаженост или сентиментализам. Вотсон такође прикрива чињенице о Холмсовој болести од прекомерног рада, наговештавајући сувишност јер је цела Европа „звонила његовим именом”.
Холмсово здравље је пропало након што се напрезао до крајњих граница, а његов успех у овом случају му ништа не значи пред депресијом. Са својим надљудским физичким и менталним достигнућима, он има драстичан напад нервне прострације и потребна му је Вотсонова помоћ. Холмс очигледно нема проблема да замоли Вотсона за помоћ када му је потребна, јер он шаље телеграм и Вотсон долази на његову страну двадесет четири сата касније. На почетку мистерије, Вотсон упозорава Холмса да се одмори, а не да почиње са новим проблемом. Међутим, Вотсон зна и открио је у другим списима да је неактивност за Холмса анатема, а његов опрез делује као слаб. Холмс све то схвата са хумором, али читалац не сумња да је његов ум жељно на трагу злочина. На крају, он каже Вотсону: „Мислим да је наш миран одмор на селу био изузетан успех, и сигурно ћу се сутра вратити много окрепљен, у Улицу Бејкер.”

## Историја објављивања
Прича је објављена у британском часопису The Strand Magazine у јуну 1893, као и у америчком часопису Harper's Weekly 17. јуна исте године. Такође је објављена у америчком издању часописа The Strand Magazine у јулу 1893. године. У часопису Harper's Weekly је објављена под називом „Рејгејтска загонетка”. Прича је објављена са седам илустрација Сиднеја Паџета у часопису The Strand Magazine, и са две илустрације В. Х. Хајда у часопису Harper's Weekly. Уврштена је у збирку кратких прича Мемоари Шерлока Холмса, која је објављена у Великој Британији у децембру 1893, а у САД у фебруару 1894. године.

## Адаптације

### Филм и телевизија
Један од кратких филмова у филмском серијалу из 1912. заснован је на овој причи. У овом филму, под називом Рејгејтска властела, глумио је Жорж Тревил као Шерлок Холмс.
Прича је адаптирана као кратки неми филм, такође под називом Рејгејтска властела, 1922. године као део филмског серијала у којем је Еје Норвуд тумачио улогу Холмса.
„Рејгејтска властела” је адаптирана за епизоду ТВ серије Шерлок Холмс из 1951. године, са Аланом Витлијем у улози Холмса.

### Радио
Едит Мејзер је адаптирала ову причу као епизоду америчке радио-серије Авантуре Шерлока Холмса са Ричардом Гордоном као Шерлоком Холмсом и Лијем Ловелом као др Вотсоном. Епизода под називом „Рејгејтска загонетка” емитована је 29. децембра 1930. године. Још једна епизода адаптирана према овој причи емитована је 29. фебруара 1936. под насловом „Авантура рејгејтске загонетке” (са Гордоном као Холмсом и Харијем Вестом као Вотсоном).
Мејзерова је такође адаптирала причу као епизоду радио-серије Нове авантуре Шерлока Холмса са Бејзилом Ратбоном као Холмсом и Најџелом Брусом као Вотсоном. Епизода под називом „Рејгејтска загонетка” емитована је 26. фебруара 1940. године.
Радио адаптацију BBC Light програма из 1961. године, под називом „Рејгејтска властела”, адаптирао је Мајкл Хардвик као део радио-серије из 1952–1969. у којој су глумили Карлтон Хобс као Холмс и Норман Шели као Вотсон.
Адаптација под називом „Рејгејтска властела” емитована је на BBC радију 1978. године, са Баријем Фостером као Холмсом и Дејвидом Баком као Вотсоном.
Прича је адаптирана као епизода радио-серије CBS Radio Mystery Theater под називом „Рејгејтска мистерија”. Епизода, у којој су глумили Гордон Гулд као Шерлок Холмс и Вилијам Грифис као др Вотсон, први пут је емитована у новембру 1982. године.
„Рејгејтска властела” је драматизована за BBC Radio 4 током 1992. године од стране Роберта Фореста, као део радио серије из 1989–1998. у којој су глумили Клајв Мерисон као Холмс и Мајкл Вилијамс као Вотсон. Поред њих су се појавили Питер Дејвисон као инспектор Форестер, Роџер Хамонд као господин Канингем, Струан Роџер као Алек Канингем и Теренс Едмонд као господин Актон.
Епизода из 2015. Класичних авантура Шерлока Холмса, серијала у америчкој радио емисији Imagination Theatre, адаптирана је из приче, са Џоном Патриком Лоуријем као Холмсом и Лоренсом Албертом као Вотсоном. Епизода је насловљена „Рејгејтска властела”.